# Gudihalli, Sidlaghatta
Gudihalli là một làng thuộc tehsil Sidlaghatta, huyện Kolar, bang Karnataka, Ấn Độ.